# United States Lighthouse Service
Lo United States Lighthouse Service, noto anche come Bureau of Lighthouses (Ufficio dei fari), è stata l'agenzia del Governo federale degli Stati Uniti d'America responsabile del rifornimento e la manutenzione di tutti i fari e i battelli-faro negli Stati Uniti, dall'epoca della sua istituzione nel 1910 fino al 1939, quando fu assorbita dalla United States Coast Guard.

## Storia
Fu creata dal Congresso e sottostava al dipartimento del commercio, prendendo il posto dello United States Lighthouse Board.
Vennero assunti dei civili con esperienza nel settore, che sostituirono gli ufficiali militari. Inizialmente chiamati ispettori, in seguito si fecero chiamare sovrintendenti, mentre George R. Putnam venne nominato Commissioner dal Presidente William Taft, ruolo che mantenne fino al 1935. Nel suo mandato si impegnò ad esempio ad aumentare il numero di ausili alla navigazione. 
Durante la prima guerra mondiale ed il periodo successivo, alcune scoperte tecnologiche resero possibile l'automazione dei fari, ad esempio la lampada o la sirena elettrica. È del 1917 l'installazione del primo radiofaro sperimentale, mentre nel 1919 ne vennero testati altri tre radiofaro automatizzato.
Nelle due decadi del 1920 e 1930, la maggioranza dei fari era stata elettificata, riducendo così il numero di persone necessarie al loro mantenimento.
Nel 1935, Putnam fu sostituito nella posizione di Commissioner da un impiegato del Lighthouse Service, H. D. King, un ex sovrintendente distrettuale.
Il 1 ° luglio 1939 il Servizio si fuse con la Guardia Costiera degli Stati Uniti, che da allora ha rilevato la manutenzione e il funzionamento di tutti i fari e le navi faro statunitensi.

## Bandiere
Tutte le loro navi sventolavano con una bandiera triangolare con il bordo rosso ed un faro blu su sfondo bianco. Una nave di servizio su cui era imbarcato il sovrintendente dei fari batteva anche una bandiera apposita, rettangolare con un bordo blu con lo stesso faro blu su sfondo bianco.

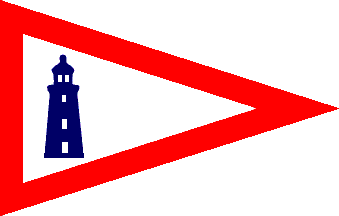
Lighthouse Service
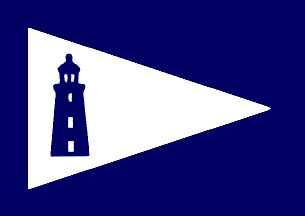
Bandiera del Commissario
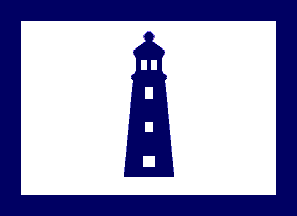
Bandiera del Sovrintendente